# Sudimoro (Semaka)
Sudimoro is een bestuurslaag in het regentschap Tanggamus van de provincie Lampung, Indonesië. Sudimoro telt 2113 inwoners (volkstelling 2010).